# بالیگیچان
بالیگیچان (روسی: Балыгычан) یک رودخانه در استان ماگادان کشور روسیه است.